# Fähre Klotten
Die Fähre Klotten ist eine Motorfähre zur Beförderung von Fußgängern, Fahrradfahrern und Kraftfahrzeugen über die hier 135 m breite Mosel bei Klotten, einer der Verbandsgemeinde Cochem angehörigen Ortsgemeinde im Landkreis Cochem-Zell in Rheinland-Pfalz. Sie verkehrt saisonal von Ostern bis Ende Oktober zwischen dem orographisch links der Mosel gelegenen Weinort Klotten und dem etwas weiter flussabwärts beginnenden Naturschutzgebiet Pommerheld auf dem anderen Ufer.

## Fährbetrieb
Die Fährstelle befindet sich bei Flusskilometer 47,55.
Koordinaten: 50° 9′ 46″ N, 7° 12′ 5,5″ O
Die nächsten Überquerungsmöglichkeiten über die Mosel befinden sich flussaufwärts über die Skagerrak-Brücke in Cochem (Landesstraße L 98) und flussabwärts über die Moselbrücke in Treis-Karden (Bundesstraße 49).
Das heutige Schiff, die Klotten (ENI-Nummer 04808330), auch Klottener Pont genannt, verkehrt seit 1969 an dieser Stelle. Die Fährzeiten variieren mit der Jahreszeit. 2025 pendelt die Fähre von Juli bis Anfang Oktober täglich außer Mittwochs, von April bis Juni sowie im Oktober jedoch nur Freitag bis Sonntag und an Feiertagen.

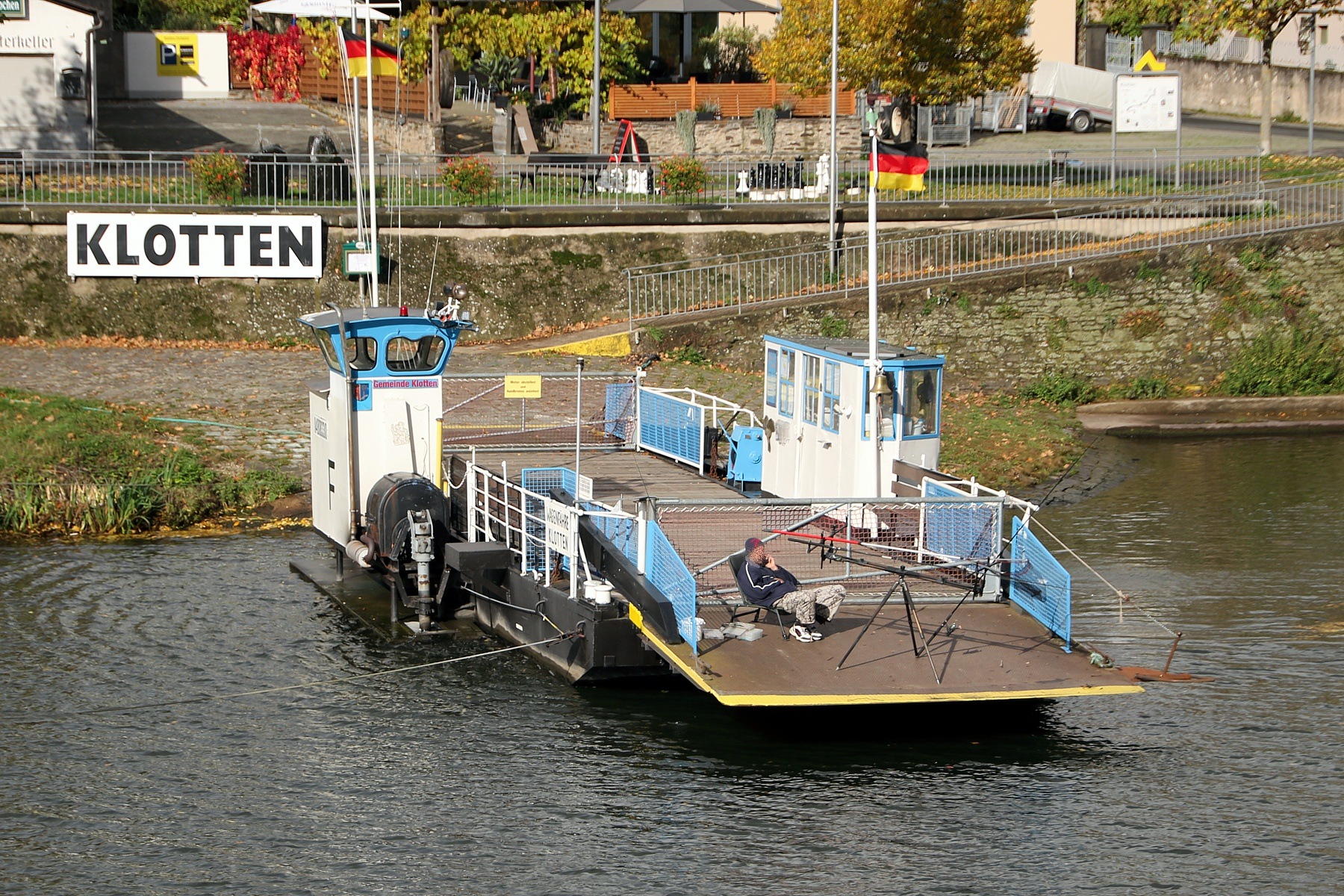
Die Fähre am Ufer von Klotten (2020)

## Geschichte
In den 1890er Jahren wurde in Klotten eine Gierseilfähre für den Personenverkehr über die Mosel eingerichtet. Zwei Masten beidseits des Flusses waren mit einem starken Drahtseil verbunden, an dem eine Laufrolle hing. Von dieser lief ein langes Seil zu einem Nachen, der von der Strömung getrieben die Mosel überquerte. Im Jahre 1906 ließ ein Klottener Bürger namens Oster bei Schaubach & Grämer in Koblenz-Lützel eine erheblich größere, 14 m lange Schalde bauen, mit der nun auch Vieh und Wagen sicher übersetzen konnten. Diese Wagenfähre war bis 1967 in Betrieb. 
Da nach dem Bau der Staustufen die Strömung als Antriebskraft für die Fähre nicht mehr ausreichte, schaffte die Gemeinde 1969 eine neue, größere Fähre mit Dieselmotor an. Dieses Schiff verkehrte zuvor bis 1964 als Seilschleppfähre zwischen Kesten und Wintrich und wurde dann 1964 wegen des Baus der Staustufen und Schleusen auf der Mosel zum Motorbetrieb umgebaut. Der 30-PS-Dieselmotor von Deutz wurde von der Hans Boost Schiffswerft in Tier eingebaut. Diese Schiff ist noch heute in Klotten in Betrieb.